# Матіященко Олександр Іванович
Олекса́ндр Іва́нович Матія́щенко (25 лютого 1911 — 2 липня 1983) — радянський військовик, в роки Другої світової війни — командир відділення автоматників 6-ї стрілецької роти 140-го гвардійського стрілецького полку 47-ї гвардійської стрілецької дивізії, гвардії сержант. Повний кавалер ордена Слави.

## Життєпис
Народився в селі Овідіополь, нині — селище міського типу, районний центр Одеської області, в селянській родині. Українець. Закінчив 2 класи школи, працював вантажником у конторі «Заготзерно».
До лав РСЧА призваний 16 квітня 1944 року. В діючій армії — з 18 травня того ж року. Воював на 3-му Українському і 1-му Білоруському фронтах.
18 липня 1944 року при прориві оборони супротивника в районі села Вільшанка командир відділення О. І. Матіященко одним з перших увірвався до ворожої траншеї, у рукопашній сутичці знищив 4 солдатів супротивника. У подальшому, при оволодінні містом Любомль, знищив ще 3 ворожих солдатів. Будучи пораненим, не полишив поле бою.
16 січня 1945 року при спробі контратаки супротивника у районі колонії Зашкув (Польща) гвардії сержант О. І. Матіященко особисто знищив 16 ворожих солдатів, ще 10 солдатів знищили бійці його відділення.
2 лютого 1945 року у боях в районі населеного пункту Требуш (Німеччина) відділення під командуванням гвардії сержанта О. І. Матіященка знищило 2 кулеметні позиції з обслугою. Одним з перших увірвався до поселення, влучним вогнем особисто знищив 17 ворожих військовиків, у тому числі 3 офіцерів.
Демобілізований у липні 1945 року. Повернувся у рідне село, працював охоронцем у заготівельній конторі.

## Нагороди
Нагороджений орденами Слави 1-го (31.05.1945), 2-го (31.01.1945) та 3-го (16.08.1944) ступенів і медалями.